# Pu’an
Pu’an (chinesisch 普安县, Pinyin Pǔ’ān Xiàn) ist ein chinesischer Kreis in der Provinz Guizhou. Er gehört zum Verwaltungsgebiet des Autonomen Bezirks Qianxinan der Bouyei und Miao. Der Kreis Pu’an hat eine Fläche von 1.446 km² und zählt 260.500 Einwohner (Stand: Ende 2018). Sein Hauptort ist die Großgemeinde Panshui (盘水镇).

## Administrative Gliederung
Auf Gemeindeebene setzt sich der Kreis aus acht Großgemeinden und sechs Gemeinden zusammen. Diese sind:
- Großgemeinde Panshui 盘水镇, Hauptort, Sitz der Kreisregierung
- Großgemeinde Longyin 龙吟镇
- Großgemeinde Guanziyao 罐子窑镇
- Großgemeinde Jiangxipo 江西坡镇
- Großgemeinde Sanbanqiao 三板桥镇
- Großgemeinde Digua 地瓜镇
- Großgemeinde Qingshan 青山镇
- Großgemeinde Louxia 楼下镇

- Gemeinde Baisha 白沙乡
- Gemeinde Gaomian 高棉乡
- Gemeinde Woyan 窝沿乡
- Gemeinde Luohan 罗汉乡
- Gemeinde Xindian 新店乡
- Gemeinde Xuepu 雪浦乡